# Джерело б/н («Кадуб», Оленьово)
Джерело б/н («Кадуб») — гідрологічна пам'ятка природи місцевого значення. Об'єкт розташований на території Свалявського району Закарпатської області, с. Оленьово.
Площа — 0,3 га, статус отриманий у 1984 році.